# Эта Персея
Эта Персея (η Персея, Eta Persei, η Persei , сокращ. eta Per, η Per) — звезда в северном созвездии Персея, она находится на северной оконечности классического очертания созвездия. Эта Персея также находится в области массивных звёзд, хотя звезда вряд ли связана со скоплением Альфа Персея (которое находится на расстоянии 510 св. лет), а также другими скоплениями соседних массивных звёзд. Эта Персея имеет видимую звёздную величину +3,79m, и, согласно шкале Бортля, видна невооружённым глазом даже на внутригородском небе (англ. Inner-city sky).
Из измерений параллакса, полученных во время миссии Hipparcos, известно, что звезда удалена примерно на 880 св. лет (270 пк) от Земли. Звезда наблюдается севернее 35° ю. ш., то есть видна севернее мыса Игольного, севернее шт. Западная Австралия, севернее о. Северный (Новая Зеландия), севернее области Либертадор-Хенераль-Бернардо-О’Хиггинс (Чили) и севернее провинции Кордова (Аргентина). Лучшее время для наблюдения — ноябрь.
Эта Персея движется весьма медленно относительно Солнца: её радиальная гелиоцентрическая скорость практически равна −1 км/с, что составляет 10 % от скорости местных звёзд Галактического диска, а также это значит, что звезда приближается к Солнца. По небосводу звезда движется на юго-восток.

## Имя звезды
Эта Персея (латинизированный вариант лат. Eta Persei) является обозначением Байера, данным им звезде в 1603 году. Звезда имеет обозначение η (эта — 7-я буква греческого алфавита), однако, сама звезда — 9-я по яркости в созвездии. 15 Персея (латинизированный вариант лат. 15 Persei) является обозначением Флемстида. Её собственное имя — Мирам (лат. Miram), непонятного происхождения, которое она получила в XX веке и которое, вохможно, было позаимствовано из атласа звёздного неба Бечваржа.
В 2016 году Международный астрономический союз организовал Рабочую группу при МАС по звёздным именам (WGSN) для каталогизации и стандартизации имён собственных звёзд. Он утвердил название Miram для компонента Эта Персея A 5 сентября 2017 года, и теперь он включён в Список утверждённых МАС звёздных имён. Эта Персея вместе с Дельта Персея, Пси Персея, Сигма Персея, Альфа Персея и Гамма Персея составляют астеризм Сегмент Персея.
Обозначения остальных компонентов как Эта Персея AB, AC, AE, AF, CD и СG вытекают из конвенции, используемой Вашингтонским каталогом визуально-двойных звёзд (WDS) для звёздных систем, и принятого Международным астрономическим союзом (МАС).
В китайской астрономии звезда входила в созвездие 天 船 (Tiān Chuán), что означает «Желудок» и относится к астеризму «Небесная лодка», состоящему из Эта Персея, Гамма Персея, Альфа Персея, Пси Персея, Дельта Персея, 48 Персея, Мю Персея и HD 27084. Следовательно, китайское название для Эта Персея — 天船一 (Tiān Chuán yī, «Первая звезда Небесной лодки» (англ. the First Star of Celestial Boat).

## Свойства звезды
Эта Персея — оранжевый сверхгигант спектрального класса K3Ib, что указывает на то, что водород в ядре звезды уже закончился и сейчас ядерным «топливом», служит гелий, то есть звезда уже сошла с главной последовательности. Гелий образуется в ядре и оболочке звезды в результате синтеза водорода и азота, и накапливается относительно углерода и кислорода во время CNO-цикла. Индекс Ib указывает, что Эта Персея, не очень яркий сверхгигант.
Масса звезды напрямую не измерена, а от этого зависит её дальнейшая эволюции, однако о большой массе не может быть и речи. Если звезда все ещё расширяется за счёт мёртвого гелиевого ядра, её масса в 11 раз превышает массу Солнца, а если она уже не расширяется, то масса звезды будет несколько меньшей величины, около 9 солнечных мпсс, то есть везда находится на неком переломе. Она может породить самый массивный белый карлик, с массой около 1,4 {\displaystyle M_{\bigodot }} (максимально допустимая масса, при которой белые карлики ещё могут существовать), более того звезда могла бы породить редкого кислородно-неонового белого карлика (большинство из которых представляют собой шары из углерода и кислорода). Также звезда может иметь массу чуть выше неопределённого предела (>8 {\displaystyle M_{\bigodot }}), при котором звезды взрываются как сверхновые.
В связи с высокой светимостью звезды её радиус может быть измерен непосредственно, и первая такая попытка была сделана в 1922 году. Данные об этом измерении приведены в таблице:
| Год  | m    | Спектр | D (mas) | Rабс ({\displaystyle R_{\bigodot }}) | Комм.  |
| 1922 | 3.93 | K0     | 0.012   | 44                                   | [ 20 ] |

На таком расстоянии её абсолютный радиус был оценён в 44 {\displaystyle R_{\bigodot }}. Данные о радиусе, светимости и т. д. были приведены в литературе по результатам различных исследований, однако в 2016 году вышел второй набор данных миссии Gaia (англ. Data Release 2, DR2). Данные об этих измерениях приведены в таблице:
| Время      | {\displaystyle R_{\bigodot }} | {\displaystyle L_{\bigodot }} | Teff (К)      |
| до 2016    | 44                            | 5135                          | 4047          |
| после 2016 | 103,67+27,53 −16,28           | 3518,172 ± 350,534            | 4366+389 −485 |

Как видно эти данные очень сильно отличаются: измеренный радиус оказался в более чем 2 раза больше и составил 0,48 а.е. и тем самым превысил орбиту Меркурия, чья большая полуось равна 0,38 а.е. Измеренная светимость оказалась почти в 2 раза меньше, а измеренная температура почти на 319 К больше.
Звезда излучает энергию со своей внешней атмосферы при эффективной температуре около 4366 К, что придаёт ей характерный оранжевый цвет звезды спектрального класса K. У звезды также присутствует избыток инфракрасного излучения, а также в спектре звезды присутствует ультрафиолетовое излучение FeII. Светимость звезды сейчас оценивается 3518 {\displaystyle L_{\bigodot }}. Если бы Эта Персея находилась бы на месте Поллукса, то есть на расстоянии порядка 10 пк, то она бы светила яркостью −4.29m, то есть с яркостью почти в 1,0 Венеры (в максимуме). Для того, чтобы планета, аналогичная нашей Земле, получала примерно столько же энергии, сколько она получает от Солнца, её надо было бы поместить на расстоянии 59,3 а.е., то есть в рассеянный диск, а более конкретно почти на орбиту объекта (60458) 2000 CM114, чья большая полуось орбиты равна 59,159 а.е. или же почти на орбиту карликовой планеты Эриды, чья большая полуось орбиты равна 67,781 а.е.. Причём с такого расстояния Эта Персея выглядела бы на почти в 2 раза больше нашего Солнца, каким мы его видим с Земли — 0,93° (угловой диаметр нашего Солнца — 0,5°).
Эта Персея вращяется со скоростью в 3 раз выше солнечной и равной 5,8 км/с, что даёт период вращения звезды — 929,5 дней или ~2,5 года. Возраст звезды Эта Персея точно не определён, но известно, что звёзды с массой ~10 {\displaystyle M_{\bigodot }} живут порядка 100 млн. лет и это значит, что очень скоро Эта Персея закончит свою жизнь либо, сбросив внешние оболочки, станет довольно массивным кислородно-неоновым белым карликом, либо став сверхновой звездой. Так же возможно, что Эта Персея принадлежит к рассеянному звёздному скоплению Плеядам, возраст которого, составляет порядка 100 млн. лет.

## История изучения кратности звезды
Оптическую двойственность звезды открыл в 1821 году Д. Гершель вместе с Дж. Саутом, то есть они открыли компонент AE и звезда вошла в каталоги как SHJ 34. Затем В. Я. Струве в 1836 году открыл тройственность звезды, то есть он открыл компонент AB, причём он опирался на внутренние записи, которые начинались с 1779 году. Потом в 1878 году он открыл четырёхкратность звезды, то есть компонент AC и вся система вошла в каталоги как STF 307. Тогда же, в 1878 году, новозеландский астроном Уоррен О. К. Р. (англ. Warren, O.C.R.) обнаружил, что компонент C сам является двойной системой, то есть открыл компонент CD и звезда вошла в каталоги как WRD 1 или WAR 1. Затем в 1904 году был открыт компонент AF, а в 2003 году компонент CG. Согласно Вашингтонскому каталогу визуально-двойных звёзд, параметры этих компонентов приведены в таблице:
| Компонент | Год  | Количество измерений | Позиционный угол | Угловое расстояние | Видимая звёздная величина 1 компонента | Видимая звёздная величина 2 компонента |
| AB        | 1779 | 37                   | 290°             | 26.0″              | 3.76m                                  | 8.50m                                  |
| AB        | 1836 | 37                   | 301°             | 28.3″              | 3.76m                                  | 8.50m                                  |
| AB        | 2010 | 37                   | 301°             | 28.7″              | 3.76m                                  | 8.50m                                  |
| AC        | 1779 | 14                   | 268°             | 66.6″              | 3.76m                                  | 11.61m                                 |
| AC        | 2014 | 14                   | 269°             | 64.0″              | 3.76m                                  | 11.61m                                 |
| AE        | 1821 | 8                    | 205°             | 238.1″             | 3.76m                                  | 9.24m                                  |
| AE        | 1925 | 8                    | 296°             | 239.0″             | 3.76m                                  | 9.24m                                  |
| AE        | 2012 | 8                    | 297°             | 242.90″            | 3.76m                                  | 9.24m                                  |
| AF        | 1904 | 7                    | 29°              | 58.0″              | 3.76m                                  | 11.44m                                 |
| AF        | 2013 | 7                    | 269°             | 57.7″              | 3.76m                                  | 11.44m                                 |
| CD        | 1878 | 14                   | 114°             | 5.2″               | 11.61m                                 | 12.70m                                 |
| CD        | 2015 | 14                   | 116°             | 5.2″               | 11.61m                                 | 12.70m                                 |
| CG        | 2003 | 6                    | 229°             | 15.8″              | 11.61m                                 | 14.00m                                 |
| CG        | 2015 | 6                    | 229°             | 15.8″              | 11.61m                                 | 14.00m                                 |

Обобщая все сведения о звезде, можно сказать, что у звезды Эта Персея, похоже, нет спутников. Вокруг Эта Персея образовалось несколько меньших, так называемых «компаньонов». Наиболее вероятным компаньоном является Эта Персея B, карлик 9-й величины спектрального класса B9, у которого известен каталожный номер HD 237009. Звезда находится на угловом расстоянии 29 секунд дуги и если она настоящий компаньон, то она лежит на расстоянии, по крайней мере, 11 500 а.е. и ей требуется не менее 350 000 лет, чтобы совершить полный оборот. Однако, такие числа делают их гравитационную связь очень маловероятной.
У Эта Персея есть ещё один компаньон — «тройная» звезда 12-й величины спектрального класса OB, находящаяся на угловом расстоянии 64,0 секунд дуги, у которой известен каталожный номер — LS I +55 39. У звезды известен параллакс, и судя по нему звезда находится на расстоянии порядка 9500 св. лет, и соответственно ни она, ни её «спутники» (компоненты CD и CG) в систему Эта Персея не входит, являясь просто фоновыми звёздами, лежащими на линии прямой видимости. Причём у одного из них, компонента CD, извезтен его катложны номер UCAC4 730-026129 и параллакс и судя по нему звезда находится на расстоянии порядка 9670 св. лет, и, скорее всего, она в систему Эта Персея CD не входит. Примерно то же самое можно сказать и о компонентах AE и AF, звёздах 9-й величины и 11-й величины, лежащих на угловом расстоянии 242,9 секунд дуги и 57,7 секунд дуги, соответственно, вряд ли они входят в систему Эта Персея.